# 下郷村 (秋田県)
下郷村（しもごうむら）は秋田県由利郡にあった村。現在の由利本荘市東端、石沢川上流、国道107号沿線にあたる。

## 地理
- 山：鷹ノ巣山、稲荷山、八塩山、堰根山、沼山
- 河川：石沢川

## 歴史
- 1889年（明治22年）4月1日 - 町村制の施行により、蔵村、法内村、宿村、杉森村、老方村の区域をもって発足。
- 1955年（昭和30年）7月23日 - 玉米村と合併して東由利村が発足。同日下郷村廃止。

## 交通

### 鉄道路線
- 羽後交通
  - 横荘線（1953年廃止）
    - 浮蓋駅 - 老方駅

### 道路
- 本荘街道（現・国道107号）

## 著名出身者
- 遠藤章 (農芸化学者)
- 高橋宏幸 (児童文学者)